# Каренванды
Каренва́нды — иранская династия, правившая в некоторых частях Табаристана (Мазандарана) на территории нынешнего северного Ирана с 550-х до 11-го века. Они считали себя наследниками династии Дабуйидов и были известны под своими титулами Гилгилан и Испахбад. Они произошли от Сухры, парфянского дворянина из дома Карин, который был фактическим правителем Сасанидской империи с 484 по 493 годы.

## История
Династия была основана Кареном, который в обмен на помощь сасанидскому царю Хосрову I (годы правления 531—579) в борьбе с тюрками получил землю к югу от Амола в Табаристане. В течение 7-го века династия безымянных правителей Каренванд получила часть Табаристана от Дабуйидов, правивших в этом районе. В 760 году правитель Дабуйидов Хуршид потерпел поражение и его династия была упразднена, а Табаристан был аннексирован Аббасидами, но Каренванд и другие второстепенные местные династии продолжали свое существование. В это время некий Виндадхурмузд упоминается как правитель Каренванда, в то время как его младший брат Виндаспаган правил в качестве подчиненного правителя западными регионами Каренванда, которые доходили до Дейлема, региона, контролируемого дайламитами, которые также как и Каренванды подобно другим правителям Табаристана были зороастрийцами.
Виндадхурмузд вместе с правителем бавандидов Шарвином I возглавил сопротивление местных жителей мусульманскому правлению и усилия по исламизации, и урегулированию, начатые губернатором Аббасидов Халидом ибн Бармаком (768—772). После его отъезда местные князья разрушили города, которые он построил в высокогорье, и хотя в 781 году они подтвердили верность Халифату, в 782 году они начали всеобщее антимусульманское восстание, которое не подавлялось до 785 года, когда Саид ал -Хараши привел в регион 40 000 солдат, то после этого отношения с правителями-халифами в низинах улучшились, но принцы Каренвандов и Бавандидов остались едины в своем противодействии проникновению мусульман в высокогорье до такой степени, что они запретили даже захоронение мусульман там. Произошли единичные акты неповиновения, такие как убийство сборщика налогов, но когда в 805 году двух принцев вызвали к Харуну ар-Рашиду, они пообещали верность и уплату налога и были вынуждены оставить своих сыновей в качестве заложников на четыре года.
Виндадхурмузд позже умер в 815 году, и ему наследовал его сын Карин ибн Виндадхурмузд, которого аббасидский халиф аль-Мамун попросил вместе с преемником Шарвина Шахрияром I помочь в арабо-византийских войнах. Шахрияр отклонил просьбу, в то время как Карен принял и добился успеха в своей кампании против византийцев. Карен тогда был удостоен многих почестей от Аль-Мамуна. Шахрияр, завидуя славе Карена, начал аннексировать часть территории последнего. В 817 году, во время правления сына Карена Мазьяра, Шахрияр с помощью дяди Мазьяра Винда-Умид изгнал последнего из Табаристана и захватил все его территории.
Мазьяр бежал ко двору аль-Мамуна, стал мусульманином и в 822—823 г. вернулся при поддержке правителя Аббасидов для того чтобы отомстить. Сын и преемник Шахрияра Шапур был побежден и убит, а Мазьяр объединил все нагорье под властью и собственные правила. Его растущая власть привела его к конфликту с мусульманскими поселенцами в Амуле, но он смог взять город и получить признание своего правления над всем Табаристаном от халифского двора. В конце он поссорился с Абдаллахом ибн Тахиром и в 839 году был схвачен Тахиридами, которые теперь взяли под свой контроль Табаристан. Бавандиды воспользовались возможностью вернуть свои исконные земли и брат Шапура Карен I, помог Тахиридам против Мазьяра и был награждён землями своего брата и королевским титулом.
Кухьяр, брат Мазьяра, который предал последнего и решил помочь Тахиридам, обещавшим ему трон Кареванда, вскоре взошел на трон Каревандов, но вскоре был убит своими собственными дейлемитскими солдатами из-за предательства своего брата. Хотя многие ученые считали смерть Кухьяра падением династии Каренвандов, династия продолжала править в некоторых частях Табаристана, а некий Бадуспан ибн Гурдзад упоминается в 864 году как правитель династии Каренвандов и как известно, поддерживал Алид Хасан ибн Зайд. Однако его сын и преемник Шахрияр ибн Бадуспан враждебно относился к Хасану ибн Зайду, но вместе с правителем Бавандида Рустамом I был вынужден признать его власть. Сын Шахрияра Мухаммад ибн Шахрияр позже упоминается как более поздний из династии Кариванд в 917 году и, как и его отец, враждебно относился к Алидам. Двумя веками позже некий правитель Каренванда по имени Амир Махди упоминается в 1106 году как один из вассалов правителя Бавандида Шахрияра IV. После него не известен ни один другой правитель Каренвандов, но они продолжали править до 11 века.

## Известные правители Каренвандов
1. Карен (550-е годы)
2. Виндадхурмузд (765—815)
3. Карин ибн Виндадхурмузд (815—817)
4. Мазьяр (817—839)
5. Кухьяр (839)
6. Бадуспан ибн Гурдзад (упоминается в 864 г.)
7. Шахрияр ибн Бадуспан (упоминается в 914 г.)
8. Мухаммад ибн Шахрияр (упоминается в 917 году)
9. Амир Махди (упоминается в 1106 году)